# Jaroslav (district de Pardubice)
Jaroslav (en allemand : Jaroslau) est une commune du district et de la région de Pardubice, en République tchèque. Sa population s'élevait à 259 habitants en 2024.

## Géographie
Jaroslav se trouve à 5 km au sud de Horní Jelení, à 22 km à l'est de Pardubice, à 29 km au sud-est de Hradec Králové et à 118 km à l'est de Prague.
La commune est limitée par Horní Jelení au nord et à l'est, par Týnišťko à l'est et au sud, par Radhošť au sud, et par Trusnov et Ostřetín à l'ouest.

## Histoire
La première mention écrite de la localité date de 1399.

## Galerie

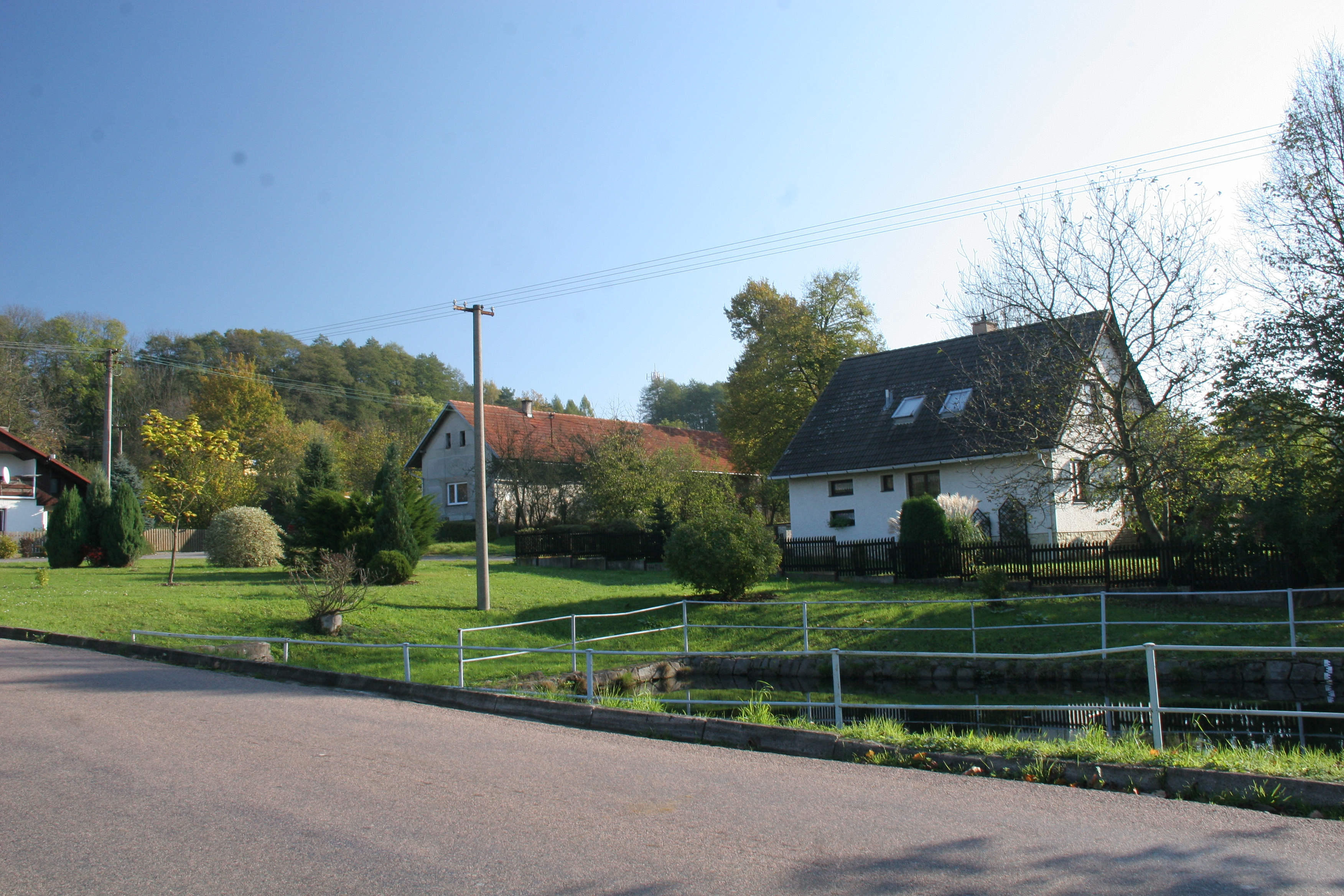
Maisons à Jaroslav.
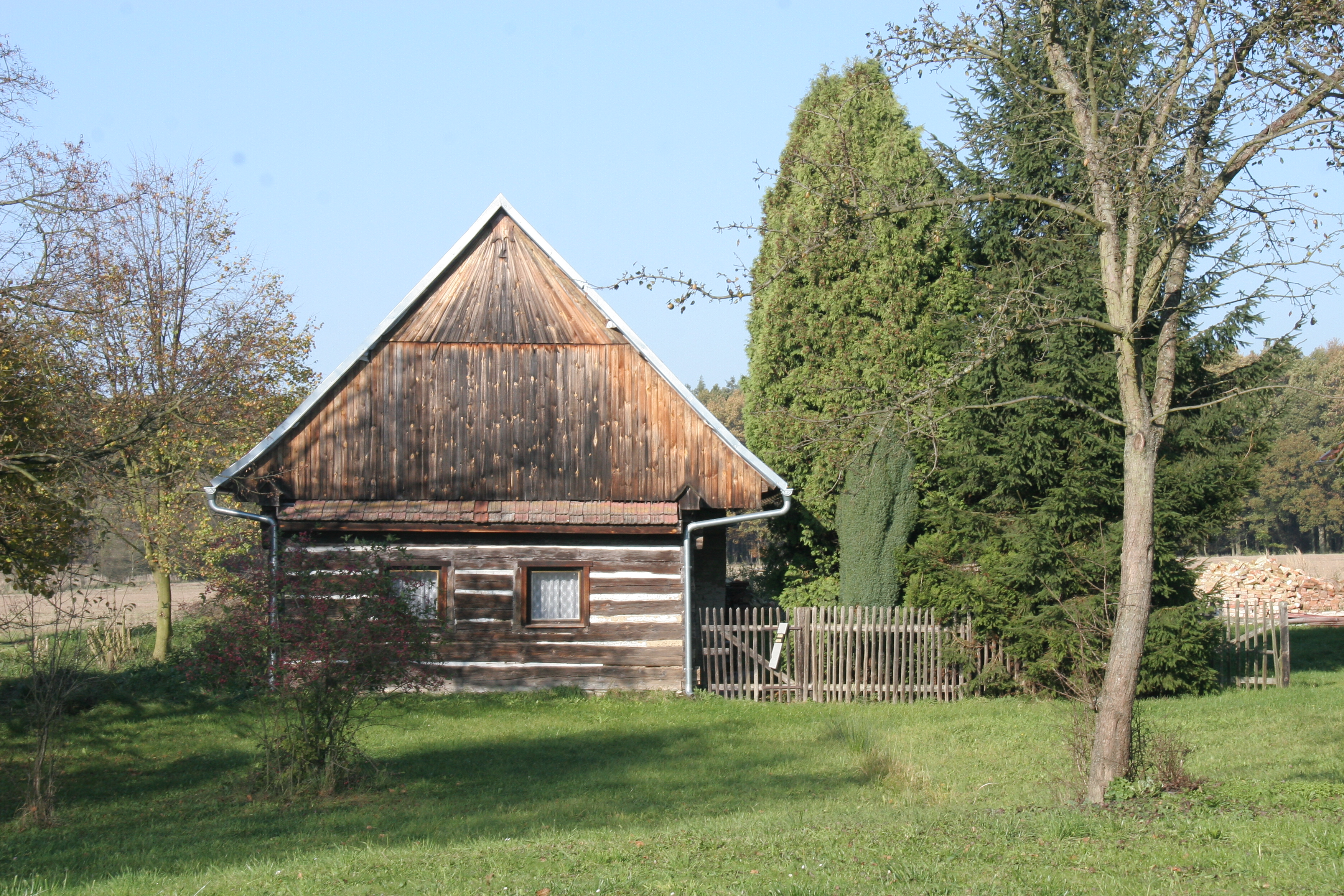
Maison en bois.

## Transports
Par la route, Jaroslav se trouve à 9,5 km de Holice, à 25 km de Pardubice et à 150 km de Prague. 